# Pandemonium 2
Pour les articles homonymes, voir Pandémonium.
Pandemonium 2 est un jeu de plate-forme créé par Crystal Dynamics, sorti en 1997 sur PlayStation et PC ; c’est la suite de Pandemonium.
Comme dans le premier opus Pandemonium, le joueur a la possibilité de contrôler Fargus ou Nikki.